# Viktor Kovačić
Viktor Kovačić (né le 28 août 1874 à Lučen Dol, près de Ločka Vas, et mort le 21 octobre 1924 à Zagreb) était un architecte croate. Il est l'un des représentants du mouvement moderne dans son pays.

## Biographie
Viktor Kovačić est né dans le petit village de Lučen Dol, près de Ločka Vas, dans la région de Hum na Sutli. Il était originaire d'une famille de paysans. Il effectua ses premières études à Graz puis, à l'âge de 16 ans, il se rendit à Zagreb et travailla comme apprenti auprès de Hermann Bollé. En 1896, il s'inscrivit à l'Académie des beaux-arts de Vienne et il rentra à Zagreb en 1899 après avoir obtenu son diplôme.
Un an après sa mort, il a reçu le Grand Prix des arts et métiers à l'Exposition internationale des arts décoratifs et industriels modernes à Paris.

## Œuvres

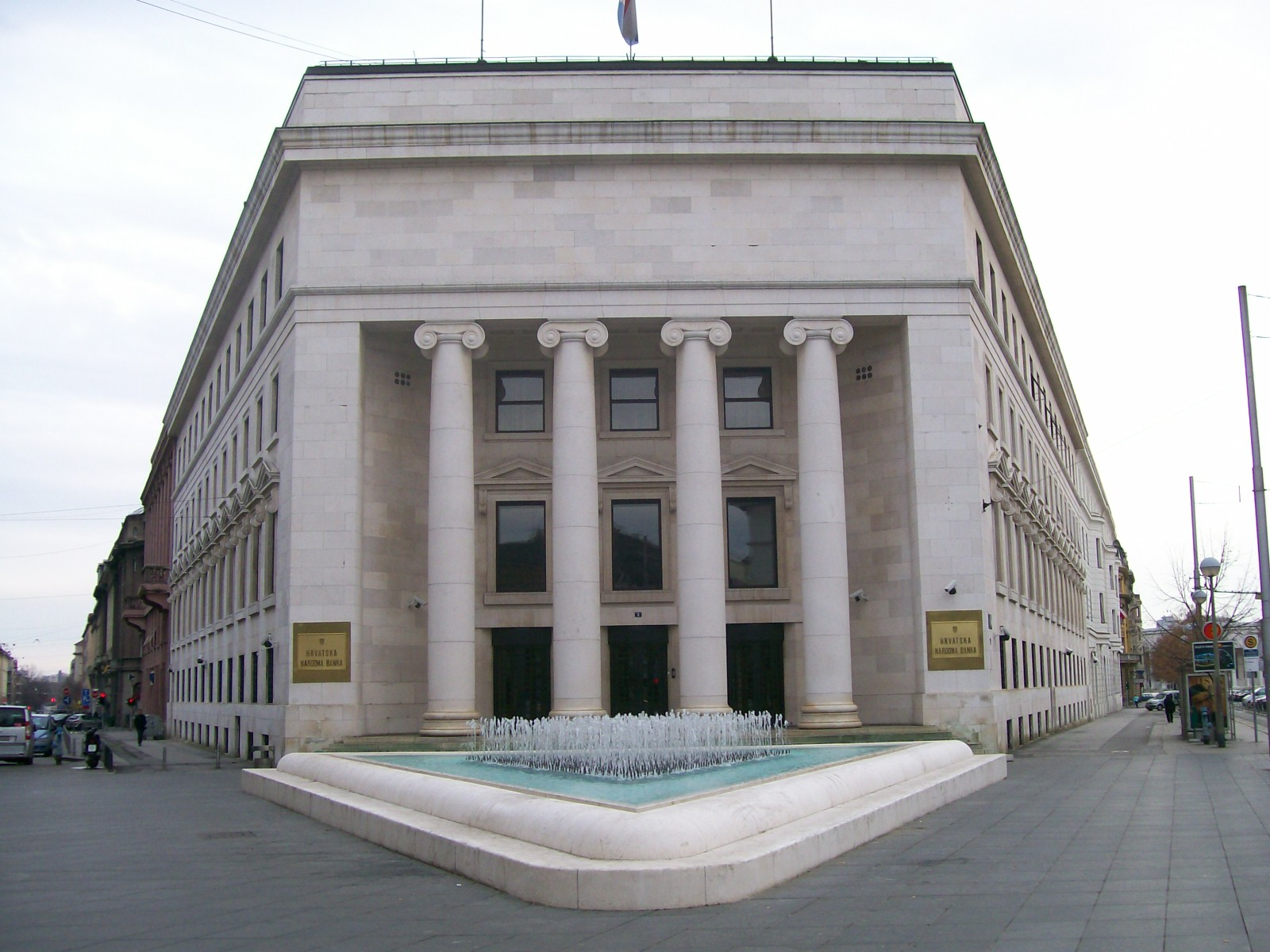
La Banque nationale de Croatie, 1924

L'architecture de Viktor Kovačić se caractérise par une épuration de l'historicisme, comme dans la monumentale Bourse de Zagreb, qui date de 1924 et qui abrite aujourd'hui la Banque nationale de Croatie. Dans ses réalisations, Viktor Kovačić se montre un partisan du modernisme et il figure comme l'un des représentants de l'École architecturale de Zagreb, qui a tenté de réaliser la fusion de deux tendances opposées de cette époque, le fonctionnalisme et l'organicisme.
Il a aussi réalisé des cadres pour des tableaux, cf. le n° 42 de la vente Sotheby's du 20 novembre 2012 Londres site de Sotheby's (tableau de Pasko Vucetic la Haine et la folie qui fut présenté à Paris, lors de l'exposition Universelle de 1900, n° 38).

## Postérité
Après la Seconde Guerre mondiale a été créé le prix d'architecture Viktor Kovačić, qui récompense l'œuvre de toute une vie.